# Rookie
Rookie és un anglicisme que s'aplica a l'esportista que es troba al seu primer any com a professional en un campionat concret i hi té, per tant, poca o cap experiència. En català equival a «debutant», «novell» o «principiant» (la pel·lícula americana The Rookie, dirigida per Clint Eastwood el 1990, ha estat traduïda al català com a El principiant). Es tracta d'un terme molt emprat en esports provinents dels Estats Units, on fins i tot hi ha cursos preparatoris per a rookies. Tot i que el terme català equivalent més comú és "debutant", els mitjans de comunicació fan servir sovint directament l'anglicisme, "rookie", per a referir-se als jugadors sense experiència professional, especialment pel que fa a les grans lligues nord-americanes.
Hi ha diversos campionats esportius de primer nivell on els millors debutants de cada temporada reben un premi, anomenat normalment Rookie of the Year ("RoY"), entre els quals l'NBA (NBA Rookie of the Year i NBA All-Rookie Team) i el mundial de motociclisme (MotoGP Rookie of the Year). Sovint, aquestes competicions disposen d'una lliga dedicada específicament a aquests debutants, com ara la Rookie Challenge de l'NBA o la MotoGP Rookies Cup.

## Etimologia
Segons l'Oxford English Dictionary, tot i que els orígens del mot són incerts, podria tractar-se d'una corrupció del mot recruit 'recluta'. L'exemple més antic recollit en aquest diccionari prové de l'obra de Rudyard Kipling Barrack-Room Ballads (publicada el 1892): "So 'ark an' 'eed, you rookies, which is always grumblin' sore", referint-se als rookies en el sentit de reclutes novells de l'exèrcit britànic. Almenys durant els principis del segle xx, a l'exèrcit britànic el terme "rookie" s'emprava típicament en comptes de "recruit", tal com es pot comprovar a Trenching at Gallipoli de John Gallishaw (New York Century Co.: 1916) i a The Amateur Army de Patrick MacGill (Londres, Herbert Jenkins: 1915). Potser l'expressió deriva de rook 'estafar', on un "rookie" seria algú que és enganyat o estafat.